# MAS-49
O MAS-49 é um fuzil semiautomático francês, que substituiu vários fuzis de ação por ferrolho como o novo fuzil de serviço francês produzido a partir de 1949. Foi projetado e fabricado pela fábrica de armas MAS, de propriedade do governo. A designação formal do Exército Francês do MAS-49 é Fusil semi-automatique 7 mm 5 M. 49.

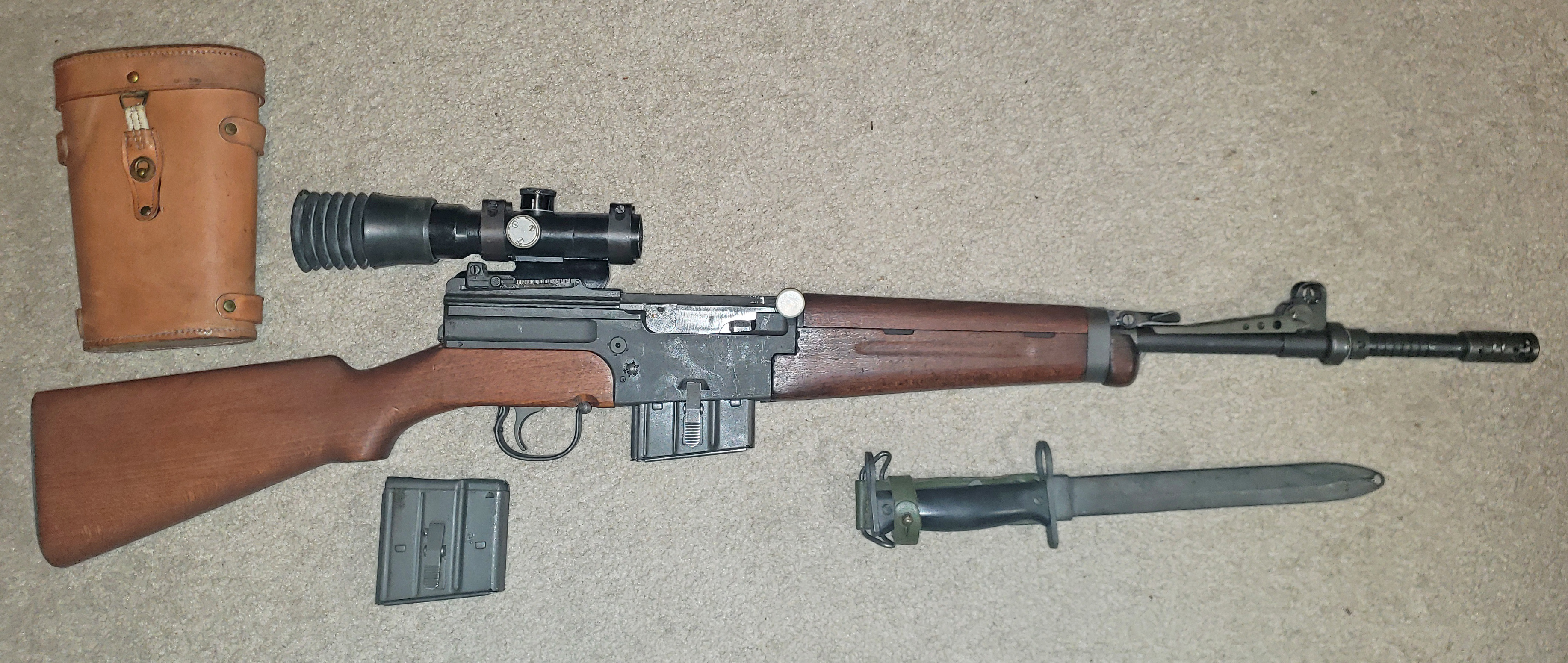
MAS-49/56 com mira telescópica APX

O fuzil semiautomático MAS-49 inicial foi produzido em quantidades limitadas (20.600 unidades), enquanto a variante mais curta e mais leve, o MAS-49/56, foi produzida em massa (275.240 unidades) e distribuída para todos os ramos das forças armadas francesas. No geral, os fuzis MAS-49 e 49/56 ganharam a reputação de serem precisos, confiáveis e de fácil manutenção em ambientes adversos. Todos os fuzis MAS-49 e 49/56 apresentam um trilho no lado esquerdo de seus receptáculos para acomodar uma mira telescópica designada.
O MAS-49 e o MAS-49/56 foram substituídos como fuzis de serviço franceses pelo fuzil de assalto FAMAS em 1979.

## Operadores

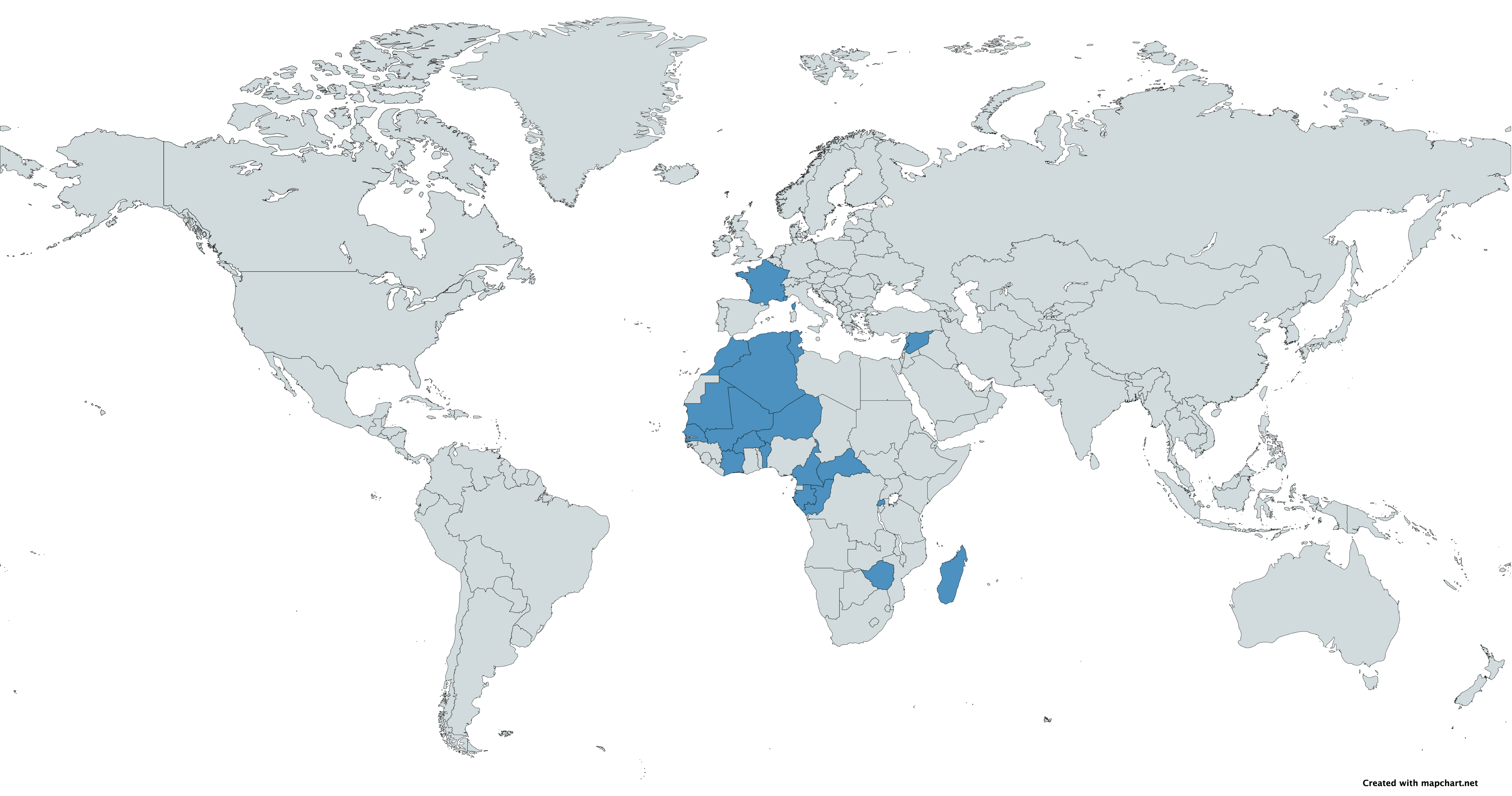
Mapa com operadores do MAS-49 em azul

- Argélia[2]
- Benim: MAS-49/56[4][5]
- Burquina Fasso: MAS-49/56[6]
- Camarões: MAS-49/56[4]
- República Centro-Africana:[7] 60 MAS-49/56 em serviço em 1963 na Gendarmaria[8]
- Comores: MAS-49/56[9]
- República do Congo: MAS-49/56[10]
- França[2]
- Costa do Marfim: MAS-49/56[4][11][12]
- Gabão: MAS-49/56[4]
- Líbano: MAS-49 e MAS-49/56[13]
- Madagáscar[14]
- Mali: MAS-49/56[15]
- Mauritânia: MAS-49/56[16]
- Mónaco: Companhia de Carabineiros do Príncipe: MAS-49[17]
- Marrocos: MAS-49/56[4]
- Níger: MAS-49/56[18]
- Ruanda: MAS-49/56[19]
- Senegal: MAS-49/56[20]
- Seicheles: MAS-49/56[21]
- Síria[22][23]
- Tunísia: MAS-49 e MAS-49/56[24]
- Zimbabwe[25]

### Operadores não estatais
- Frente de Libertação da Eritreia: obteve alguns MAS-49/56 via Djibouti francês[26]
- EOKA: MAS-49 roubados foram usados durante a Emergência de Chipre[27]